# Jim Crow

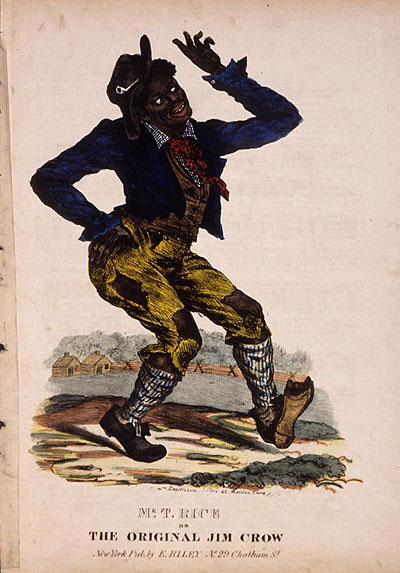
Jim Crow

Jim Crow (Cioroiul Jim) este o figură simbolică în istoria SUA. Ea reprezintă un afroamerican  care dansează și cântă.
Figura este un simbol al discriminării rasiale din Statele Unite. Ea se referă la afroamericanii care cântă, fiind în ignoranța lor mulțumiți cu lumea. Această temă a fost preluată din spectacolele comice cu bufoni ale albilor (așa-numite minstrel show) din secolul al XIX-lea, în care afroamericanii erau prezentați ca persoane stereotipe cu inteligență mediocră.

## Legile Jim Crow
Legile Jim Crow sunt denumite legile din anii 1876 - 1964, care aveau caracter rasist, fiind îndreptate mai ales contra afroamericanilor din SUA.